# Alive II
Alive II es un álbum en vivo de 1977, publicado por la banda estadounidense Kiss. Es el octavo álbum del grupo y su segundo álbum en vivo.

## Recepción
Fue certificado disco de oro en noviembre de 1977 y doble platino por alcanzar las dos millones de copias vendidas el 26 de febrero de 1996. La mayoría de las canciones de Alive II se grabaron durante la gira en soporte del álbum Love Gun, y hacían parte del repertorio de los dos discos anteriores al mencionado (Destroyer y Rock and Roll Over). Contiene cinco canciones nuevas de estudio: "All American Man", "Rockin' In The USA", "Larger Than Life", y "Any Want You Want It" (en las que la guitarra fue grabada por el músico de sesión Bob Kulick), y "Rocket Ride".
Al igual que su predecesor Alive!, este disco representó un gran éxito comercial para la banda, que siempre se caracterizó por tener un gran potencial en directo.

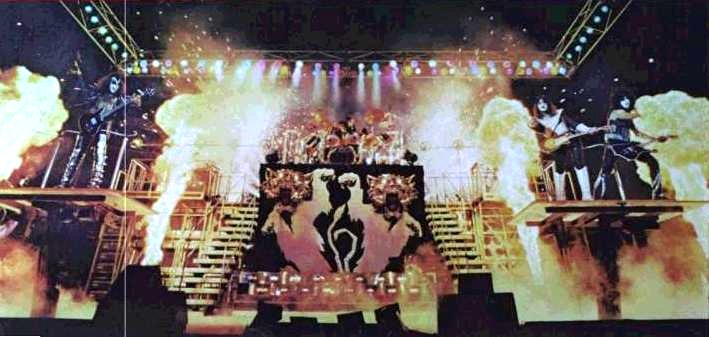
Anuncio del álbum en Billboard (24 de diciembre de 1977)

## Lista de canciones
1. "Detroit Rock City" (Paul Stanley, Bob Ezrin) – 3:58
  - Líder Vocal - Paul Stanley
2. "King Of The Night Time World" (Paul Stanley, Mark Antony, Kim Fowley, Ezrin) – 3:06
  - Líder Vocal - Paul Stanley
3. "Ladies Room" (Gene Simmons) – 3:11
  - Líder Vocal - Gene Simmons
4. "Makin' Love" (Paul Stanley, Sean Delaney) – 3:27
  - Líder Vocal - Paul Stanley
5. "Love Gun" (Paul Stanley) – 3:34
  - Líder Vocal - Paul Stanley
6. "Calling Dr Love" (Simmons) – 3:32
  - Líder Vocal - Gene Simmons
7. "Christine Sixteen" (Gene Simmons) – 2:45
  - Líder Vocal: Gene Simmons
8. "Shock Me" (Ace Frehley) – 5:21
  - Líder Vocal - Ace Frehley
9. "Hard Luck Woman" (Paul Stanley) – 3:06
  - Líder Vocal - Peter Criss
10. "Tomorrow And Tonight" (Stanley) – 3:20
  - Líder Vocal - Paul Stanley
11. "I Stole Your Love" (Paul Stanley) – 3:36
  - Líder Vocal - Paul Stanley
12. "Beth" (Peter Criss) – 2:54
  - Líder Vocal - Peter Criss
13. "God Of Thunder" (Stanley)- 5:16
  - Líder Vocal: Gene Simmons
14. "I Want You" (Paul Stanley) – 4:14
  - Líder Vocal - Paul Stanley
15. "Shout It Oud Loud" (Gene Simmons, Ezrin, Stanley) – 3:37
  - Líder Vocal - Paul Stanley & Gene Simmons
16. "All American Man" (Stanley, Sean Delaney) – 3:13
  - Líder Vocal - Paul Stanley
17. "Rockin' In The USA" (Gene Simmons) – 2:44
  - Líder Vocal - Gene Simmons
18. "Larger Than Life" (Simmons) – 3:55
  - Líder Vocal - Gene Simmons
19. "Rocket Ride" (Ace Frehley, Delaney) – 4:07
  - Líder Vocal - Ace Frehley
20. "Any Way You Want It" (Dave Clark) – 2:33
  - Líder Vocal - Paul Stanley

## Personal
- Paul Stanley: Guitarra rítmica, líder vocal y coro
- Gene Simmons: Bajo, líder vocal y coro
- Ace Frehley: Guitarra solista, Bajo (en "Rocket Ride"), líder vocal y coros
- Peter Criss: Batería, líder vocal y coro

Con
- Bob Kulick: Guitarra solista (en 16, 17 & 18) (Sin Créditos)
- Ed Balandas: Voz de introducción
- Sean Delaney: coros en Rocket Ride (sin crédito)